# Neujahrskonzert der Wiener Philharmoniker 2001

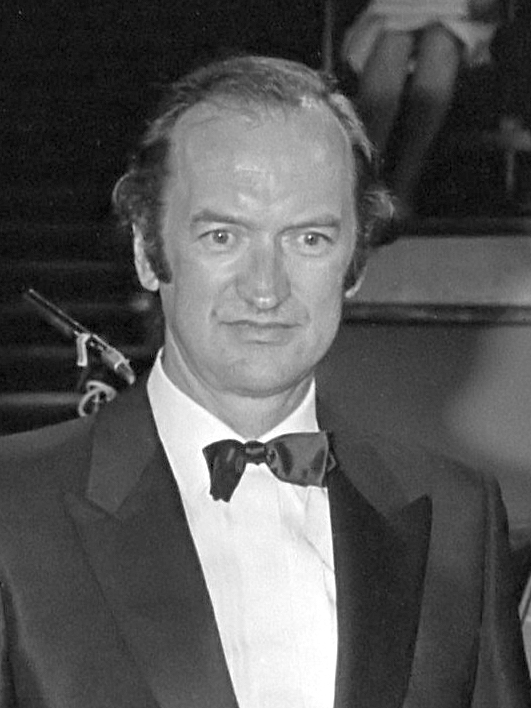
Nikolaus Harnoncourt, 1980

Das Neujahrskonzert der Wiener Philharmoniker 2001 war das 61. Neujahrskonzert der Wiener Philharmoniker und fand am 1. Jänner 2001 im Goldenen Saal des Wiener Musikvereins statt. Dirigent war erstmals Nikolaus Harnoncourt.

## Allgemeines
Neben der Musik der „Strauss-Dynastie“ sollte als „Jahresregent“ Joseph Lanner zu seinem 200. Geburtstag vorgestellt werden. Das spiegelte sich im Programm nur ansatzweise wider, allerdings war der Pausenfilm ausschließlich mit Lannerscher Musik unterlegt worden.
Die begleitenden Worte übernahm erneut Ernst Grissemann, für die Bildregie zeichnete erneut Brian Large verantwortlich. Der Blumenschmuck war, wie seit 1980 üblich, ein Geschenk der italienischen Stadt San Remo.

## Dirigent
Nikolaus Harnoncourt (1929–2016) musizierte erstmals 1984 gemeinsam mit den Wiener Philharmonikern, anfangs vor allem bei der Salzburger Mozartwoche, später auch in Wien sowie bei Gastspielen in Europa, den USA und Japan. Seine Arbeit war an der Historischen Aufführungspraxis orientiert, während die Philharmoniker in den 1980er Jahren noch überwiegend dem Karajan'schen Konzept des Schönklangs folgten. Die Zusammenarbeit intensivierte sich folgerichtig nach Karajans Tod, nunmehr hießen die Antipoden Riccardo Muti und Nikolaus Harnoncourt. Die Philharmoniker entschieden sich für beide, gastierten im 250. Todesjahr Mozarts mit Muti in den Vereinigten Staaten, mit Harnoncourt in Japan. Mehrere viel gelobte und erfolgreiche Plattenaufnahmen erschienen, beispielsweise Mozarts Violinkonzerte mit Gidon Kremer sowie Kim Kashkashian, Verdis Aida sowie die CD-Aufzeichnung von Franz Schmidts Das Buch mit sieben Siegeln mit dem Wiener Singverein. 2003 dirigierte Harnoncourt ein zweites Mal das Neujahrskonzert, 2005 wurde er zum Ehrenmitglied der Wiener Philharmoniker gewählt.

„2001 und 2003 dirigierte er das Neujahrskonzert der Wiener Philharmoniker – und gab den „Sträußen“ eine klangliche Feinsinnigkeit zurück, die über die Jahrzehnte fast verloren gegangen war. Nie hatte man die Beckenschläge im Radetzkymarsch so dezent gehört.“

## Ballett und Einspielfilme
Zur Harlekin-Polka von Josef Strauss tanzten 25 Eleven der Ballettschule der Wiener Staatsoper auf der Feststiege des Wiener Burgtheaters. Die Polka mazur Der Kobold von Johann Strauss (Sohn) tanzte der erste Solotänzer des Pariser Opernballetts, Manuel Legris in den Räumlichkeiten der französischen Botschaft in Wien. Für die Choreographien zeichnete Renato Zanella, Ballettchef der Wiener Staatsoper verantwortlich, die Kostüme stammten von Jordi Roig und Annette Beaufays.
Zur Schnellpolka Vergnügungszug wurde im Fernsehen ein vom ORF so bezeichnetes Pas de deux historischer Dampflokomotiven und während des Walzers Die Schönbrunner wurden Bilder von Schloss Schönbrunn eingeblendet. Während der traditionellen Zugabe, dem Donauwalzer, waren Aufnahmen der Donau des Künstlers Georg Riha zu sehen.

## Pausenfilm
Am 1. Jänner 2001 wurde ein Ballettfilm Lanners Traumtänze von Jochen Ulrich mit einer romantischen Zeitreise durch Wien gezeigt. Der Film basiere, so der ORF in einer Pressemitteilung, auf der Erzählung „Cardillac“ von E. T. A. Hoffmann – wobei Hoffmann eine solche Erzählung nicht geschrieben hat, sie heißt Das Fräulein von Scuderi und war die Grundlage für die Oper Cardillac.
Das Wien des Biedermeier, die romantischen Motive der Erzählung und farbenprächtige Kostüme spielten eine Hauptrolle zur schönsten Musik von Joseph Lanner: Sechzehn Tänzer der Wiener Staatsoper und drei Gasttänzer aus dem ehemaligen Kölner Tanzforum gestalteten tänzerisch die Geschichte des Juweliers Cardillac und der traumhaften Wirkung, die seine kostbaren Schmuckstücke auf die jeweiligen Träger haben. Regie führte Anton Reitzenstein, die Kostüme entwarf Bjanca Ursulov. Die Musikeinspielungen stammten vom Ensemble Wien, wobei die musikalische Quartett-Besetzung bewusst in den Gegensatz zum großen Orchesterklang der Wiener Philharmoniker im Neujahrskonzert gesetzt wurde.

## Verbreitung
Nach Angaben des ORF, der das Konzert gemeinsam mit dem deutschen ZDF und dem japanischen Fernsehen NHK produzierte, konnte bereits im Vorfeld, im Dezember 2000, bekannt gegeben werden, dass es wieder auf vier Kontinente übertragen wird und bisher 38 Länder eine Übernahme fix zugesagt haben, von denen 19 davon live übertragen werden. In der Schlussbilanz wurden durch das ORF angegeben, dass es in 48 Ländern gesehen werden konnte, unter anderem wurde es auch von Australien, Costa Rica, Uruguay, Singapur, den USA und Japan übernommen.
Das Neujahrskonzert der Wiener Philharmoniker wurde zum ersten Mal auch im Internet übertragen: Radio Österreich International (ROI) übertrug die musikalische Darbietung sowohl auf Kurzwelle und über Astra-Satellit, aber auch als Audio-Live-Stream. 34 Radiostationen übernahmen das Konzert, davon 30 aktive EBU-Mitglieder aus Europa (es wurde vom Wiener Musikvereinssaal an das Funkhaus-Wien zum ORF-Satelliten-Uplink und von da zur EBU nach Genf zur weiteren Verteilung über das Euroradio-Satelliten-Network übertragen). Zum ersten Mal wurde das Neujahrskonzert auch live nach China übertragen – von Radio Guangdong aus der südchinesischen Provinz Guangzhou. BCC (Broadcasting Corporation of China), die größte Rundfunkstation in Taiwan, hatte nach zweijähriger Pause das Neujahrskonzert ebenfalls wieder im Radio ausgestrahlt. Rund 300 Stationen in den USA, die über den US-Sender WGBH-Boston zeitversetzt beliefert wurden, übertrugen es, die weitere Rundfunkstation war NHK-Japan.

## Programm

### Erster Teil
- Johann Strauss (Vater): Radetzky-Marsch, op. 228 (Original)*
- Joseph Lanner: Die Schönbrunner, Walzer, op. 200
- Joseph Lanner: Jägers Lust, Jagd-Galoppe, op. 82*
- Johann Strauss (Sohn): Morgenblätter, Walzer, op. 279
- Johann Strauss (Sohn): Electro-magnetische-Polka, op. 110*
- Johann Strauss (Sohn): Electrofor-Polka, Polka schnell. op. 297

### Zweiter Teil
- Johann Strauss (Sohn): Ouvertüre zu Eine Nacht in Venedig (Berliner Fassung)
- Josef Strauss: Harlekin-Polka, op. 48*
- Josef Strauss: Dorfschwalben aus Österreich, Walzer, op. 164
- Joseph Lanner: Steyrische Tänze, Walzer, op. 165
- Johann Strauss (Sohn): Vergnügungszug, Polka schnell, op. 281
- Johann Strauss (Sohn): Seid umschlungen Millionen, Walzer, op. 443
- Johann Strauss (Sohn): Der Kobold, Polka mazur, op. 226*
- Johann Strauss (Sohn): Lucifer-Polka, Polka schnell. op. 266

### Zugaben
- Josef Strauß: Ohne Sorgen, Polka schnell, op. 271
- Johann Strauss (Sohn): An der schönen blauen Donau, Walzer, op. 314
- Johann Strauss (Vater): Radetzky-Marsch, op. 228

Werkliste und Reihenfolge sind der Website der Wiener Philharmoniker entnommen.
 Mit * gekennzeichnete Werke standen erstmals in einem Programm eines Neujahrskonzertes.